# Michaelbrücke
Die Michaelbrücke ist eine feste Spreequerung, die eine erste aus dem Ende des 19. Jahrhunderts stammende Brücke ersetzt. Sie liegt im Ortsteil Berlin-Friedrichshain und verbindet ihn mit dem Ortsteil Mitte.

## Geschichte
1876 begannen zur Entlastung des steigenden Verkehrsaufkommens die Arbeiten für ein Brückenbauwerk an dem hier 62 Meter breiten Flussbett. Es war die erste städtische Brücke, die der Berliner Magistrat auf der Grundlage einer Vereinbarung mit dem preußischen Staat als Magistratseigentum übernommen hatte. Die noch vom Staat stammenden Baupläne bedeuteten ein typisiertes Brückenbauprogramm, was sowohl die Kosten verringerte als auch weitere Brückenbauten in jeweils leicht abgewandelter Form ermöglichte.

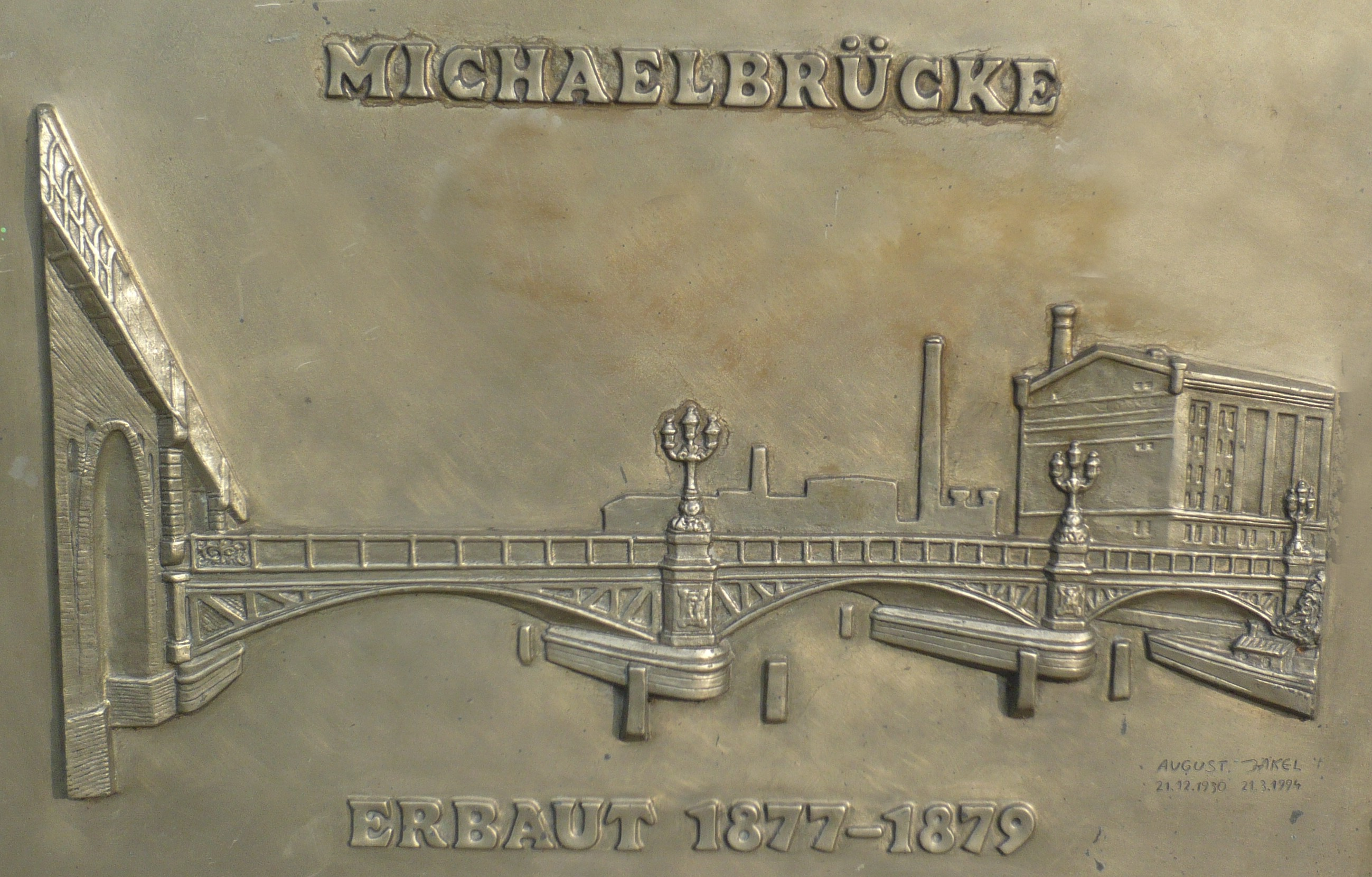
Relief mit der Ansicht der ursprünglichen Michaelbrücke

Es entstand eine dreifeldrige schmiedeeiserne 70 m lange Bogenfachwerkbrücke mit den Stützweiten 19,69 m, 30,80 m und 19,13 m. Die steinernen Pfeiler mit roten Klinkern wurden mit Darstellungen der Berolina und der Borussia geschmückt, was die Teilung der Baukosten zwischen der Stadt Berlin (=Berolina) und dem preußischen Staat (=Borussia) symbolisierte. Das Relief eines Bären als Berliner Wappentier kennzeichnete dagegen die aktuellen Besitzverhältnisse. Da die Konstruktionshöhe des Brückenscheitels mit 65 Zentimetern knapp bemessen war, verlegten die Brückenbauer die Versorgungsleitungen unterhalb der Gehwege.

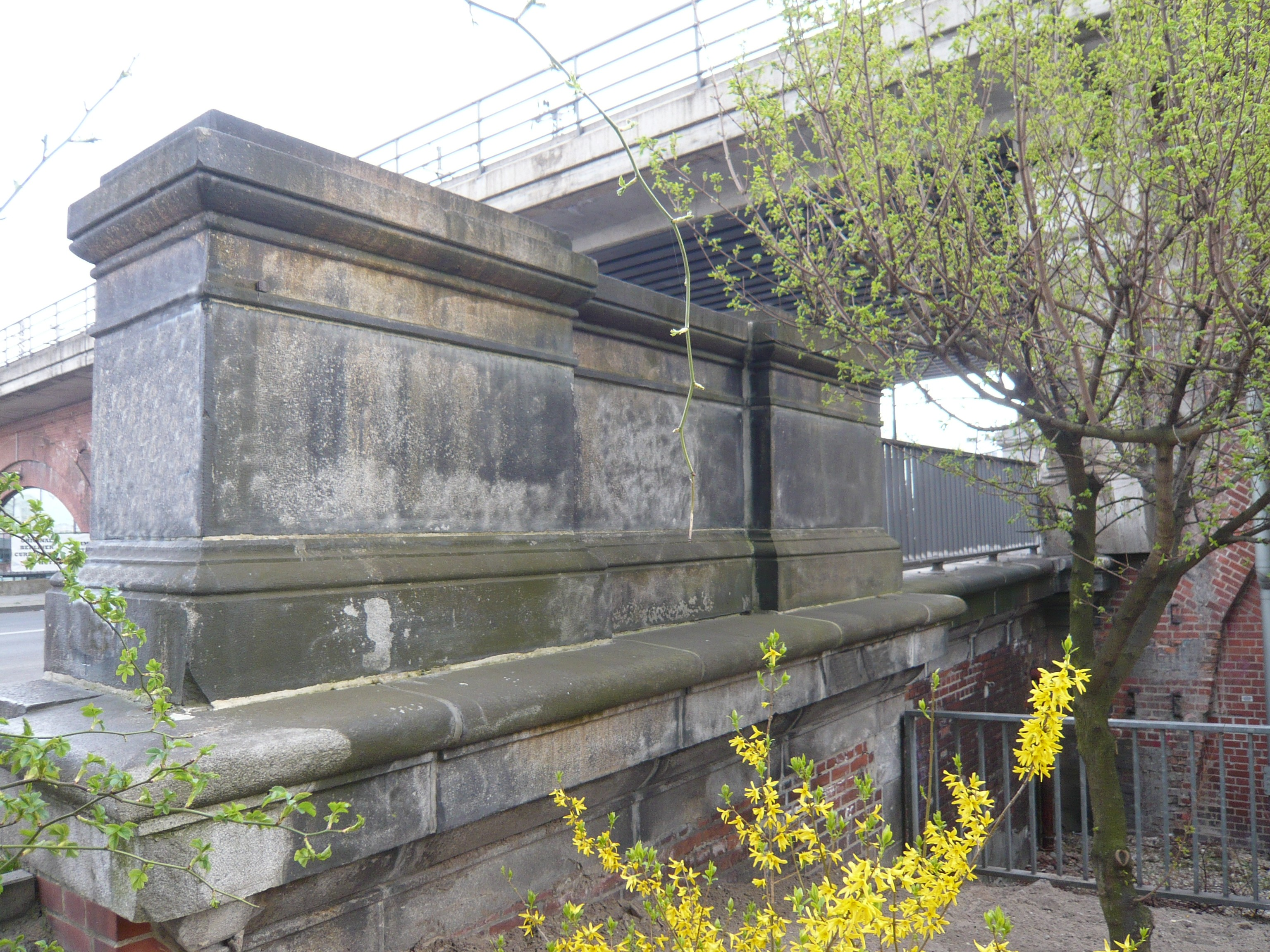
Rest des alten Brückengeländers

Im Zweiten Weltkrieg gegen Ende der Schlacht um Berlin sprengten Spezialisten der Wehrmacht den östlichen Brückenbogen, um den Vormarsch der Roten Armee zu behindern. In der Nachkriegszeit diente eine hölzerne Hilfskonstruktion den Fußgängern. Erst in den 1970er Jahren konnte das östliche Brückenfeld auch für den Autoverkehr wiederhergestellt werden. Die Leitungen, inzwischen ergänzt durch Fernwärmeleitungen des Heizkraftwerks, wurden nun zwei Meter hoch über dem Gehweg in Rohren verlegt. Bedingt durch die Nähe zur Grenze nach West-Berlin beließ die DDR-Regierung die Brücke in ihrem Zustand, der sich zusehends verschlechterte.
Die deutsche Wiedervereinigung ermöglichte ab 1991 den Bau einer vollständig neuen Brücke. Die Architekten Joachim Dörr, Axel Ludolf und Josef Wimmer (Büro Dörr Ludolf Wimmer) entwarfen eine neue 72 Meter lange dreifeldrige Stahlbrücke als Ersatz der baufälligen Brücke am fast gleichen Standort. Der Entwurf orientierte sich dabei an der filigranen Bauweise der vorherigen Brücke, ist jedoch im gestalterischen Sinne nicht damit vergleichbar. Von den früheren Pfeilern wurde der nördliche Standort beibehalten, weil die zuführende Straße durch einen Bogen des Bahnviadukts führt. Die Tragwerksplanungen führte das Ingenieurbüro Gregull + Spang aus. Die Bauarbeiten für das neue Bauwerk erledigten die Firmen Gruwa GmbH, Krupp Stahlbau und Teerbau GmbH. Es erhielt ein sieben Meter weiter landeinwärts verlegtes südliches Widerlager und verläuft leicht schräg über den Fluss. Die Michaelbrücke ist eine verkehrliche Alternative zwischen Jannowitz- und Schillingbrücke. Durch die neue Führung entstand Platz für eine Uferpromenade, die jedoch bisher nicht angelegt wurde (Stand Ende 2017).

## Konstruktives

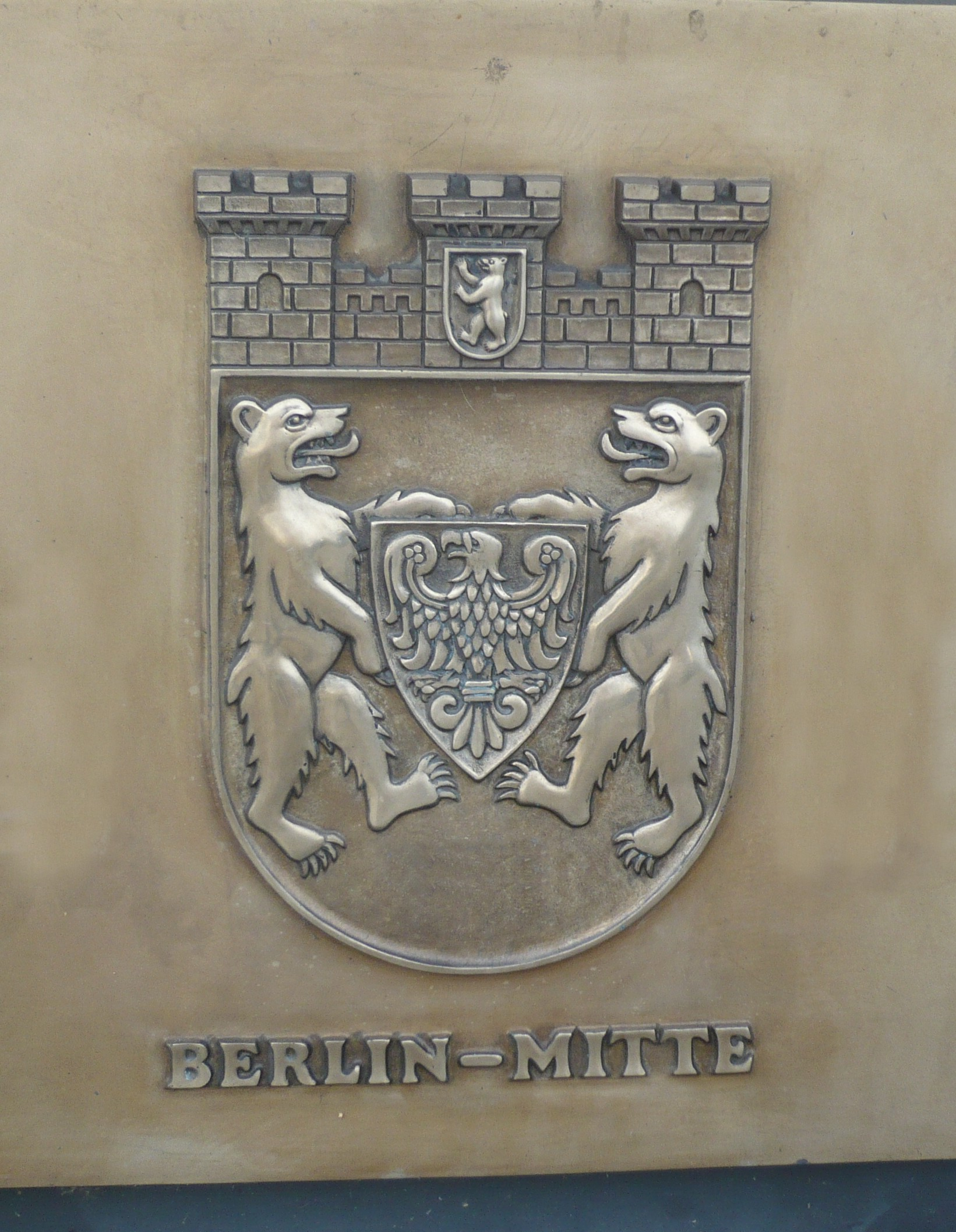
Wappenrelief an der Michaelbrücke

Die Konstruktionshöhe war durch die Straßenführung unterhalb des S-Bahn-Viadukts und durch Vorgaben der Schifffahrt eingeschränkt. Der Brückenüberbau besteht aus drei liegenden Hauptträgern mit jeweils einem seitlichen Kragarm in Verlängerung jedes zweiten Querträgers. Darauf sind je zwei Fahrstreifen und auf beiden Seiten je ein Gehweg aufgebracht. Unter den Längsträgern konnten alle 70 Leitungstrassen verlegt werden, die durch eine Abdeckung mit Gitterrostplatten eine klare Optik erhielten. Die neuen Feldweiten betragen je 19,5 m an den Seiten und 31,0 m in der Brückenmitte. Die Pfeiler wurden in Anlehnung an den Bootsbau als elliptische Scheiben ausgeführt und zusammen mit den Brückengeländern einer Schiffsreling nachempfunden. Der Bildhauer August Jäkel gestaltete für die beleuchteten Endfelder der Brücke Messingreliefs, die die alte Brücke, einen Längsschnitt durch das neue Bauwerk und die Wappen der beiden verbundenen Ortsteile zeigen.

## Benachbartes und Mediales

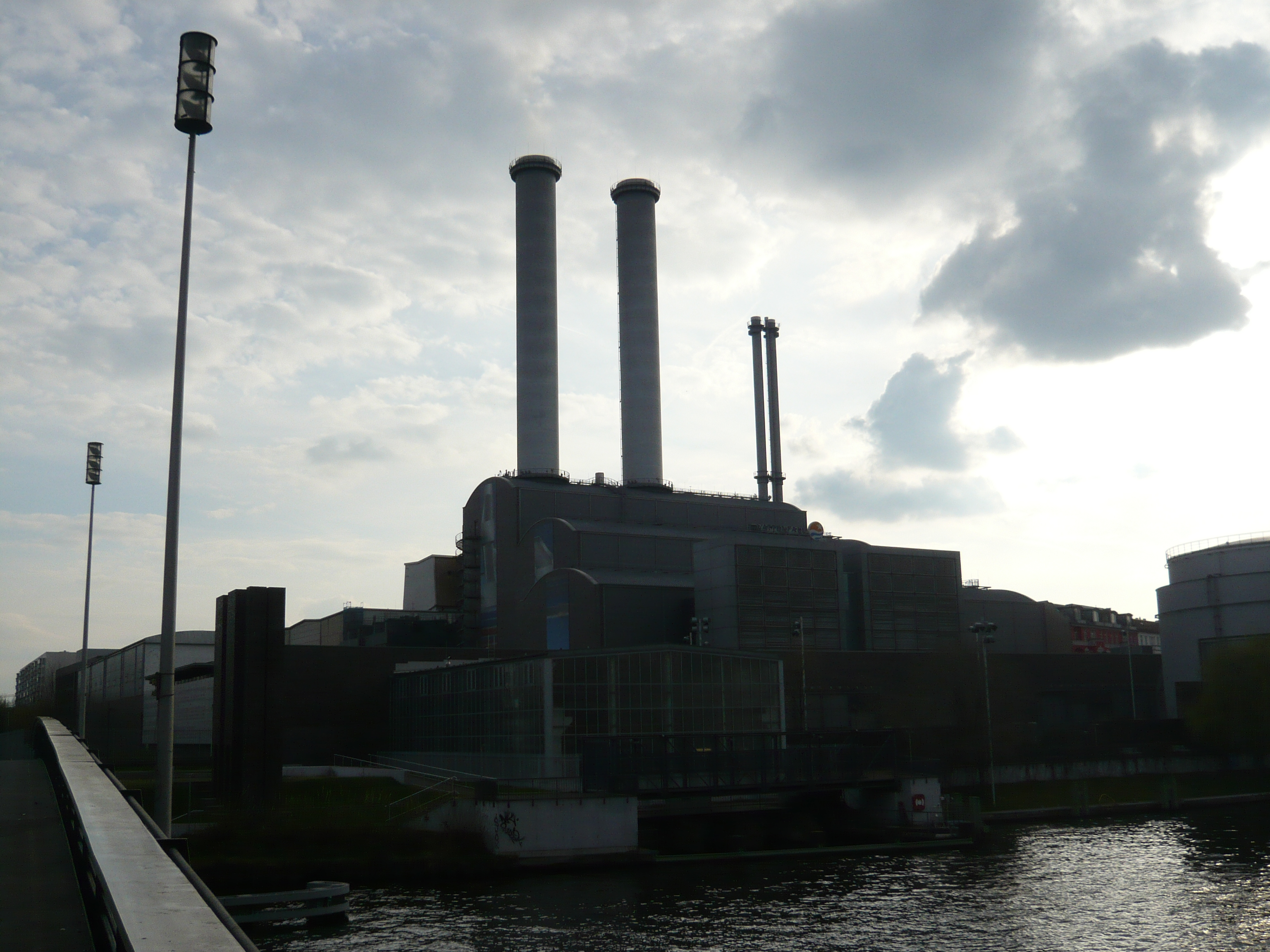
Heizkraftwerk neben der Michaelbrücke

Am südlichen Ufer neben der Brücke befinden sich die Gebäude des zum Vattenfall-Konzern gehörenden Heizkraftwerks Mitte und das Gelände des ehemaligen Open-Air-Clubs Lichtpark, der 2015 geschlossen wurde. An der Holzmarktstraße, am nördlichen Ende der Brücke und direkt an der Bahntrasse, befindet sich noch ein Stück Mauerwerk der ursprünglichen Brücke. Hier dominiert auf der Westseite das dreiteilige Trias-Gebäude den Brückenbeginn. Ein an der gleichen Ecke vorhandenes 12.000 m² großes Grundstück der Berliner Stadtreinigung, auf dem bis 2001 in einer Baracke Gebrauchtmöbel verkauft wurden, sollte mit einem weiteren Büro- und Hotelkomplex bebaut werden. Inzwischen ist geplant, auf dem Grundstück das Wohnprojekt „Eckwerk“ zu errichten.
Die Michaelbrücke diente bereits als Kulisse für Werbespots und für Filmaufnahmen.